# Paska
Paska település Németországban, azon belül Türingiában. Lakosainak száma 93 fő (2023. december 31.).

## Népesség
A település népességének változása:
| Lakosok száma | 107  | 107  | 93   | 90   | 93   |
|               | 2014 | 2019 | 2021 | 2022 | 2023 |